# HMS Agincourt (1913)
HMS Agincourt – brytyjski pancernik z okresu I wojny światowej. Pierwotnie zamówiony przez Brazylię, następnie w fazie budowy przejęty przez Turcję, a po wybuchu I wojny światowej wcielony do Royal Navy. „Agincourt” był jedynym pancernikiem w historii mającym siedem wież artylerii głównej.

## Historia
W odpowiedzi na zakupy nowych pancerników przez Argentynę i Chile rząd Brazylii postanowił wzmocnić swoją flotę o dwa nowe pancerniki o parametrach przewyższających jednostki posiadane przez swoich sąsiadów. Powstały dwa projekty okrętów uzbrojonych w zależności od wariantu w 8 dział 406 mm, 10 dział 381 mm, 12 dział 356 mm lub 14 dział 305 mm. Ostatecznie zatwierdzono do realizacji projekt przedstawiony przez brytyjską stocznię Armstrong Whitworth, który zakładał zbudowanie okrętu o wyporności 28 000 t i uzbrojeniu składającym się z 14 dział kaliber 305 mm.
Stępkę pod budowę okrętu nazwanego „Rio de Janeiro” położono 14 września 1911 w stoczni Armstrong Whitworth w Newcastle upon Tyne. Z powodu kryzysu gospodarczego Brazylia wycofała się z zamówienia w 1912 i znajdujący się w budowie okręt sprzedała w styczniu 1914 Turcji za 2 750 000 funtów. Okrętowi nadano nową nazwę „Sultan Osman I”. Zwodowana w styczniu 1913 jednostka rozpoczęła trwające miesiąc próby morskie w lipcu 1914. Wraz z wybuchem I wojny światowej okręt został przejęty przez brytyjski rząd i wcielony pod nazwą HMS „Agincourt” do Royal Navy.
„Agincourt” wziął udział w stoczonej 31 maja 1916 bitwie jutlandzkiej, gdzie wystrzelił 144 pociski kalibru 305 mm, samemu nie ponosząc uszkodzeń. W 1919 okręt został przeniesiony do rezerwy, w 1921 wycofany ze służby a w 1924 pocięty na złom.